# Таун, Роберт
Ро́берт Бе́ртон Та́ун (англ. Robert Burton Towne; 23 ноября 1934 — 1 июля 2024) — американский сценарист, кинорежиссёр и продюсер. Лауреат премии «Оскар» за сценарий к фильму «Китайский квартал».

## Биография
Родился в Лос-Анджелесе, Калифорния, первые годы жизни провёл в портовом городе Сан-Педро. В начале карьеры работал с известным режиссёром и продюсером Роджером Корманом. Как сценарист, внёс свой вклад в создание таких фильмов, как «Бонни и Клайд» (1967), «Грейстоук: Легенда о Тарзане, повелителе обезьян» (1984), «Миссия невыполнима» (1996). В 1975 году был награжден премиями «Оскар» и «Золотой глобус» за сценарий к фильму Романа Полански «Китайский квартал». Режиссёрскую деятельность начал в 1982 году, с переменным успехом.
В 2017 году портал Vulture поставил Тауна на третье место в списке лучших сценаристов за всю историю кинематографа. Отличался образованностью и хорошим вкусом. Так, журналист и писатель Питер Бискинд характеризовал его следующим образом:
Как человек, Таун оставлял очень приятное впечатление: добрый, мягкий, предпочитавший держаться в тени. Для города, наводнённого хиппи, где мало кто брал в руки книгу, он был необычайно образован. Таун безошибочно угадывал интересные повороты сюжетной линии, чувствовал мельчайшие оттенки диалогов, обладал способностью объяснять и толковать содержание фильма с позиций западной драмы и литературы в целом.

## Личная жизнь
С 1977 по 1983 год был женат на актрисе Джули Пейн, есть дочь — актриса Кэтрин Таун. 17 октября 1984 года женился на Луизе Гоул, есть дочь Чиара Таун.
Таун умер 1 июля 2024 года, в возрасте 89 лет в своём доме в Лос-Анджелесе.

## Фильмография

### Сценарист
- 1960 — Последняя женщина на Земле / Last Woman on Earth
- 1964 — Гробница Лигейи / The Tomb of Ligeia
- 1967 — Бонни и Клайд / Bonnie and Clyde
- 1968 — Вилья в седле / Villa Rides
- 1971 — Он сказал «Поехали!» / Drive, He Said
- 1972 — Циско Пайк / Cisco Pike
- 1973 — Последний наряд / The Last Detail
- 1974 — Китайский квартал / Chinatown
- 1974 — Якудза / The Yakuza
- 1975 — Шампунь / Shampoo
- 1976 — Излучины Миссури / The Missouri Breaks
- 1977 — Смерть среди айсбергов / Orca, the Killer Whale
- 1978 — Небеса могут подождать / Heaven Can Wait
- 1982 — Личный рекорд / Personal Best
- 1983 — Сделка века / Deal of the Century
- 1984 — Грейстоук: Легенда о Тарзане, повелителе обезьян / Greystoke: The Legend of Tarzan, Lord of the Apes
- 1986 — Восемь миллионов способов умереть / 8 Million Ways to Die
- 1987 — Крутые ребята не танцуют / Tough Guys Don’t Dance
- 1988 — Неукротимый / Frantic
- 1988 — Пьяный рассвет / Tequila Sunrise
- 1990 — Дни грома / Days of Thunder
- 1990 — Два Джейка / The Two Jakes
- 1993 — Фирма / The Firm
- 1994 — Любовный роман / Love Affair
- 1996 — Миссия невыполнима / Mission: Impossible
- 1998 — Без предела / Without Limits
- 2000 — Миссия невыполнима 2 / Mission: Impossible II
- 2006 — Спроси у пыли / Ask the Dust
- 2012 — Помпеи / Pompeii

### Режиссёр
- 1982 — Личный рекорд / Personal Best
- 1988 — Пьяный рассвет / Tequila Sunrise
- 1998 — Без предела / Without Limits
- 2006 — Спроси у пыли / Ask the Dust